# Segunda División de México 1959-60
La Temporada 1959-60 de la Segunda División de México fue el décimo torneo de la historia de la segunda categoría del fútbol mexicano. Se disputó entre los meses de julio de 1959 y marzo de 1960. Contó con 18 equipos. El Monterrey fue el campeón de la categoría ganando así su ascenso a la Primera División en su primer torneo tras su anterior descenso del máximo circuito y se convirtió en el primer conjunto en ganar dos veces el campeonato de segunda división.

## Cambios
- Tampico ascendió a Primera División.
- Cuautla descendió desde el máximo circuito.
- Tepic, Albinegros de Orizaba, Ciudad Victoria y Atlético Valladolid ingresaron a esta liga como nuevos equipos.
- San Sebastián de León, Durango y San José de Toluca desaparecieron antes de iniciar esta temporada.
- Municipal cambió su nombre a Irapuatense
- Oviedo se trasladó de Tlalnepantla a Texcoco.

### Durante la temporada
- Antes de finalizar la temporada los dueños del Club de Fútbol Nuevo León vendieron su equipo a la Universidad de Nuevo León, por lo que el equipo finalizó el año futbolístico con el nombre de Tigres de la Universidad de Nuevo León.[2]

## Formato de competencia
Los dieciocho equipos compiten en un grupo único, todos contra todos a visita recíproca. Se coronaria campeón el equipo con la mayor cantidad de puntos y así conseguir el ascenso; si al final de la campaña existiera empate entre dos equipos en la cima de la clasificación, se disputaría un duelo de desempate para definir al campeón, esto claro sin considerar de por medio ningún criterio de desempate.

## Equipos participantes

### Equipos por Entidad Federativa
| Entidad Federativa | N.º | Equipos                         |
| ------------------ | --- | ------------------------------- |
| Guanajuato         | 2   | Irapuatense y Salamanca         |
| Michoacán          | 2   | Atlético Valladolid y La Piedad |
| Nuevo León         | 2   | Monterrey y Nuevo León/UANL     |
| Tamaulipas         | 2   | Refinería Madero y Victoria     |
| Veracruz           | 2   | Orizaba y Poza Rica             |
| Coahuila           | 1   | Laguna                          |
| Distrito Federal   | 1   | UNAM                            |
| Estado de México   | 1   | Oviedo                          |
| Jalisco            | 1   | Nacional                        |
| Morelos            | 1   | Cuautla                         |
| Nayarit            | 1   | Tepic                           |
| Querétaro          | 1   | Querétaro                       |
| San Luis Potosí    | 1   | San Luis                        |

### Información sobre los equipos participantes
| Equipo                  | Ciudad                           | Estadio                |
| ----------------------- | -------------------------------- | ---------------------- |
| Atlético Valladolid     | Morelia, Michoacán               | Campo Morelia          |
| Cuautla                 | Cuautla, Morelos                 | El Almeal              |
| Irapuatense             | Irapuato, Guanajuato             | Revolución             |
| La Piedad               | La Piedad, Michoacán             | Juan N. López          |
| Laguna                  | Torreón, Coahuila                | San Isidro             |
| Monterrey               | Monterrey, Nuevo León            | Tecnológico            |
| Nacional                | Guadalajara, Jalisco             | Parque Oro             |
| Nuevo León - U. de N.L. | Monterrey, Nuevo León            | Tecnológico            |
| Orizaba                 | Orizaba, Veracruz                | Moctezuma              |
| Oviedo Texcoco          | Texcoco, Estado de México        | Municipal de Texcoco   |
| Poza Rica               | Poza Rica, Veracruz              | Parque Jaime J. Merino |
| Querétaro               | Santiago de Querétaro, Querétaro | Municipal de Querétaro |
| Refinería Madero        | Ciudad Madero, Tamaulipas        | Tampico                |
| Salamanca               | Salamanca, Salamanca             | El Molinito            |
| San Luis                | San Luis Potosí, S.L.P.          | Plan de San Luis       |
| Tepic                   | Tepic, Nayarit                   | Nicolás Álvarez Ortega |
| U.N.A.M.                | México, D.F.                     | Olímpico Universitario |
| Victoria                | Ciudad Victoria, Tamaulipas      | Marte R. Gómez         |

## Clasificación
| Pos. | Equipo                  | Pts. | PJ | G  | E  | P  | GF | GC | Dif. | Clasificación              |
| ---- | ----------------------- | ---- | -- | -- | -- | -- | -- | -- | ---- | -------------------------- |
| 1    | Monterrey (C)           | 48   | 34 | 20 | 8  | 6  | 65 | 30 | +35  | Ascenso a Primera División |
| 2    | Refinería Madero        | 46   | 34 | 18 | 10 | 6  | 76 | 38 | +38  |                            |
| 3    | Poza Rica               | 42   | 34 | 17 | 8  | 9  | 62 | 44 | +18  |                            |
| 4    | Nacional                | 42   | 34 | 15 | 12 | 7  | 52 | 40 | +12  |                            |
| 5    | Cuautla                 | 40   | 34 | 15 | 10 | 9  | 57 | 43 | +14  |                            |
| 6    | Atlético Valladolid     | 39   | 34 | 13 | 13 | 8  | 43 | 34 | +9   |                            |
| 7    | UNAM                    | 39   | 34 | 15 | 9  | 10 | 52 | 48 | +4   |                            |
| 8    | La Piedad               | 35   | 34 | 14 | 7  | 13 | 55 | 51 | +4   |                            |
| 9    | San Luis                | 34   | 34 | 13 | 8  | 13 | 44 | 41 | +3   |                            |
| 10   | Querétaro               | 33   | 34 | 10 | 13 | 11 | 51 | 56 | −5   |                            |
| 11   | Nuevo León / U. de N.L. | 30   | 34 | 9  | 12 | 13 | 55 | 57 | −2   |                            |
| 12   | Orizaba                 | 30   | 34 | 12 | 6  | 16 | 46 | 56 | −10  |                            |
| 13   | Tepic                   | 29   | 34 | 10 | 9  | 15 | 40 | 49 | −9   |                            |
| 14   | Salamanca               | 29   | 34 | 10 | 9  | 15 | 44 | 64 | −20  |                            |
| 15   | Oviedo                  | 28   | 34 | 10 | 8  | 16 | 52 | 66 | −14  |                            |
| 16   | Laguna                  | 28   | 34 | 8  | 12 | 14 | 38 | 52 | −14  |                            |
| 17   | Ciudad Victoria         | 24   | 34 | 8  | 8  | 18 | 38 | 53 | −15  |                            |
| 18   | Irapuatense             | 16   | 34 | 5  | 6  | 23 | 36 | 84 | −48  |                            |

 Fuente: RSSSF
Criterios de clasificación: Puntos · Diferencia de goles · Goles a favor · Play-off
Notas:
1. ↑  El Nuevo León inició la temporada y compitió durante 32 jornadas, sin embargo, al finalizar esta fecha la directiva vendió la franquicia a la Universidad de Nuevo León y el equipo pasó a competir como Tigres de la U. de N.L.

|                                |
| Monterrey Campeón 2.do título. |

## Resultados
| Local \ Visitante     | ATV | CUA | IRP | LPD | LAG | MTY | NAC | NL/NL | ORI | OVI | PZR | QUE | RMA | SAL | SNL | TEP | UNM | VIC |
| --------------------- | --- | --- | --- | --- | --- | --- | --- | ----- | --- | --- | --- | --- | --- | --- | --- | --- | --- | --- |
| Atlético Valladolid   | —   | 2–0 | 4–2 | 0–0 | 2–2 | 1–1 | 0–0 | 1–0   | 2–1 | 1–2 | 1–0 | 3–0 | 1–1 | 0–0 | 0–2 | 1–0 | 0–1 | 2–0 |
| Cuautla               | 2–2 | —   | 1–2 | 4–0 | 1–1 | 4–1 | 5–1 | 2–1   | 1–0 | 4–1 | 0–1 | 1–0 | 1–1 | 1–0 | 2–0 | 4–2 | 0–0 | 1–0 |
| Irapuatense           | 0–1 | 2–4 | —   | 2–7 | 0–0 | 0–1 | 0–1 | 1–2   | 5–0 | 0–1 | 0–1 | 1–1 | 2–0 | 2–1 | 0–0 | 0–0 | 1–3 | 0–3 |
| La Piedad             | 2–1 | 2–2 | 4–1 | —   | 1–0 | 3–1 | 1–0 | 4–2   | 2–1 | 7–0 | 2–1 | 3–1 | 0–1 | 1–2 | 0–0 | 0–0 | 1–0 | 3–1 |
| Laguna                | 0–2 | 2–3 | 3–1 | 0–0 | —   | 0–2 | 1–0 | 2–0   | 3–3 | 2–1 | 2–2 | 3–1 | 3–3 | 4–2 | 3–1 | 1–3 | 1–2 | 0–0 |
| Monterrey             | 1–1 | 2–0 | 5–0 | 2–0 | 4–0 | —   | 2–0 | 2–2   | 3–0 | 3–0 | 1–0 | 3–0 | 1–2 | 3–1 | 1–0 | 4–1 | 4–1 | 1–0 |
| Nacional              | 1–1 | 3–0 | 1–1 | 2–0 | 0–0 | 2–2 | —   | 0–0   | 2–1 | 4–1 | 1–0 | 1–0 | 1–1 | 2–1 | 2–1 | 1–2 | 2–0 | 2–0 |
| Nuevo León/U. de N.L. | 1–1 | 2–2 | 3–0 | 4–1 | 0–1 | 0–2 | 4–5 | —     | 2–1 | 1–0 | 1–1 | 1–1 | 2–2 | 3–1 | 1–2 | 2–2 | 1–1 | 3–0 |
| Orizaba               | 0–0 | 2–1 | 2–2 | 3–1 | 1–0 | 1–2 | 2–2 | 1–3   | —   | 3–1 | 2–1 | 3–0 | 0–1 | 1–1 | 1–0 | 2–1 | 1–0 | 2–0 |
| Oviedo                | 3–2 | 1–1 | 6–2 | 5–0 | 1–1 | 1–1 | 3–3 | 2–4   | 0–1 | —   | 1–2 | 2–2 | 2–1 | 1–2 | 2–1 | 3–1 | 2–3 | 3–1 |
| Poza Rica             | 1–1 | 1–1 | 2–1 | 1–2 | 2–1 | 3–3 | 3–2 | 3–2   | 5–2 | 1–0 | —   | 2–2 | 1–0 | 6–1 | 3–1 | 2–1 | 3–0 | 3–1 |
| Querétaro             | 1–1 | 1–3 | 3–2 | 1–1 | 2–2 | 0–1 | 2–2 | 5–2   | 3–1 | 1–0 | 4–3 | —   | 3–1 | 1–0 | 2–2 | 3–1 | 3–1 | 1–0 |
| Refinería Madero      | 3–0 | 2–1 | 7–0 | 2–1 | 6–0 | 2–2 | 2–2 | 2–2   | 4–0 | 3–0 | 3–2 | 2–1 | —   | 7–0 | 3–2 | 3–0 | 3–1 | 3–1 |
| Salamanca             | 0–2 | 2–1 | 0–2 | 3–2 | 3–0 | 2–0 | 0–0 | 3–1   | 1–1 | 3–3 | 1–2 | 1–1 | 3–1 | —   | 1–2 | 2–1 | 4–3 | 2–2 |
| San Luis              | 1–2 | 3–0 | 6–1 | 1–0 | 1–0 | 2–1 | 2–1 | 1–0   | 3–2 | 0–0 | 2–0 | 1–1 | 0–3 | 1–1 | —   | 1–0 | 1–1 | 1–2 |
| Tepic                 | 2–0 | 0–0 | 2–1 | 2–0 | 0–0 | 1–0 | 2–3 | 1–1   | 1–3 | 0–0 | 0–2 | 2–2 | 2–0 | 3–0 | 2–1 | —   | 1–2 | 1–1 |
| UNAM                  | 2–4 | 2–2 | 4–1 | 3–2 | 1–0 | 0–0 | 0–2 | 2–0   | 2–0 | 4–2 | 1–1 | 2–0 | 1–1 | 0–0 | 1–1 | 3–1 | —   | 2–1 |
| Victoria              | 2–1 | 1–2 | 3–1 | 2–2 | 1–0 | 0–3 | 0–1 | 2–2   | 1–0 | 1–2 | 1–1 | 2–2 | 0–0 | 4–0 | 2–1 | 1–2 | 2–3 | —   |